# Нижняя Красносельская улица
Ни́жняя Красносе́льская у́лица — улица в центре Москвы в Красносельском и Басманном районах (граница проходит по Ольховской улице) между Краснопрудной и Спартаковской улицами. На углу с последней расположен Богоявленский собор в Елохове, кафедральный собор Московского Патриархата.

## Происхождение названия
Название возникло в XVIII веке. С XIV веке здесь существовало сельцо над Великим прудом, позднее — дворцовое Красное Село. В XVIII веке Красное Село вошло в состав Москвы. Определение Нижняя отличает улицу от Верхней Красносельской улицы.

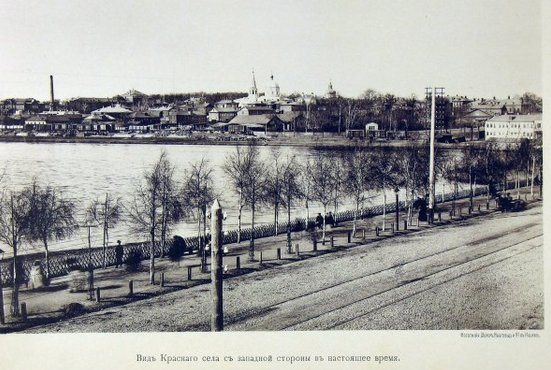
Красный пруд и Красное село в конце XIX века

## Описание
Нижняя Красносельская улица начинается от Краснопрудной как продолжение Верхней Красносельской, проходит на юго-восток, налево от неё отходит 1-й Новый переулок, пересекает по мосту железнодорожные пути Казанского направления, Ольховскую улицу, затем перед Елоховским собором справа на неё выходит Елоховский проезд, заканчивается на Спартаковской улице. На площади, образованной Спартаковской улицей, Елоховским проездом и Нижней Красносельской, находится Елоховский собор.

## Здания и сооружения
по нечётной стороне:
- № 23 — доходный дом Бурениных (1914, арх. В. К. Олтаржевский)
- № 35 — апартаменты Kleinhouse, ранее — чаеразвесочная фабрика «Товарищества чайной торговли В. Высоцкий и К°» (1914, архитектор Р. И. Клейн)[1]
- № 35 — апартаменты Tribeca Apartments, ранее — завод счётно-аналитических машин имени В. Д. Калмыкова[2]

по чётной стороне:
- № 12 — Храм Покрова Пресвятой Богородицы в Красном селе;
- № 32 — доходный дом, 1902, арх. В. А. Величкин
- № 40 — городская усадьба Я. Ипатова-Малютина (1887, архитектор С. М. Гончаров)
- № 40 — бизнес-центр «Новь», ранее — военный завод «Астрофизика», во время Великой Отечественной войны — танкоремонтный завод

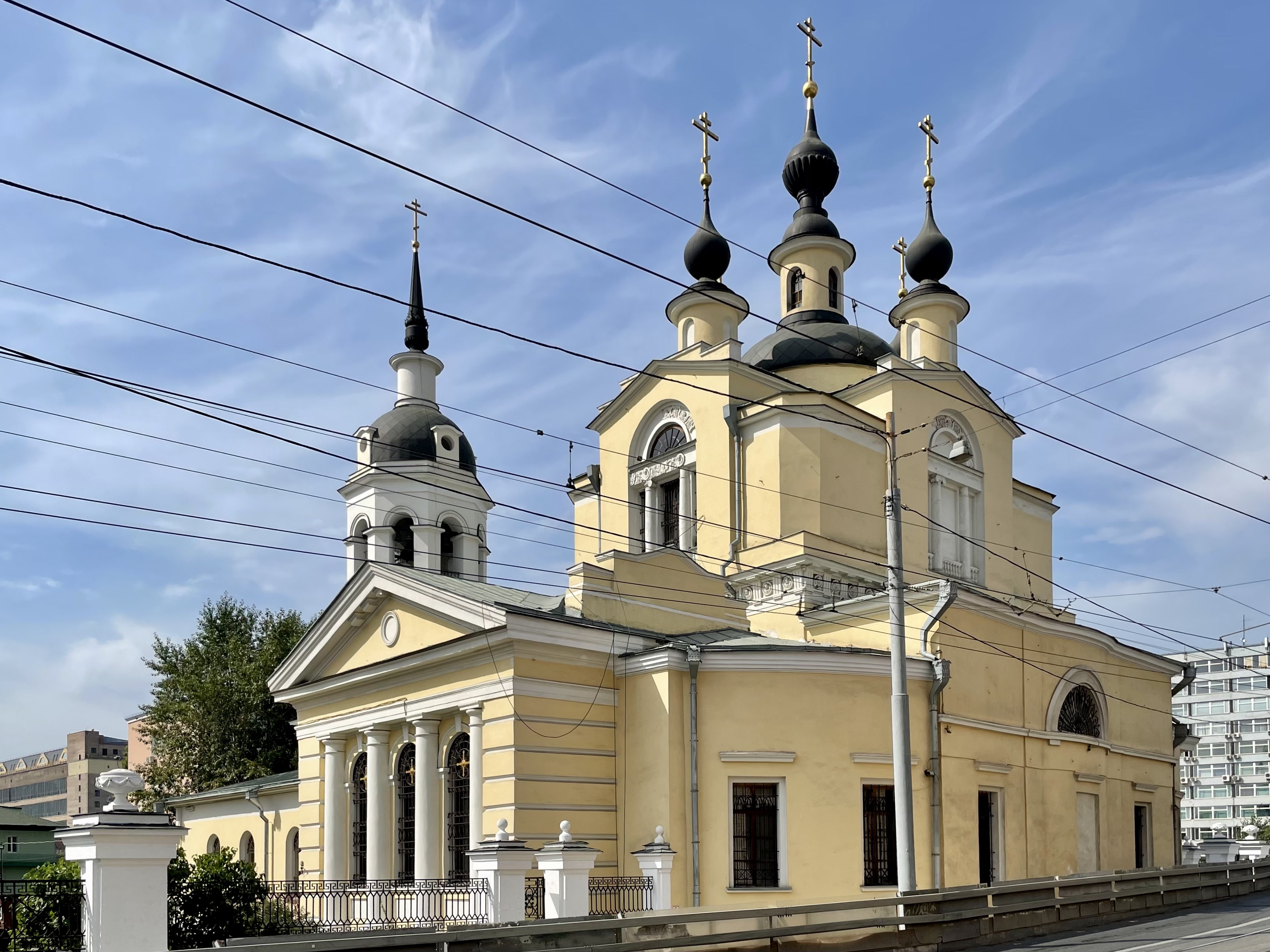
№ 12. Храм Покрова Пресвятой Богородицы в Красном селе
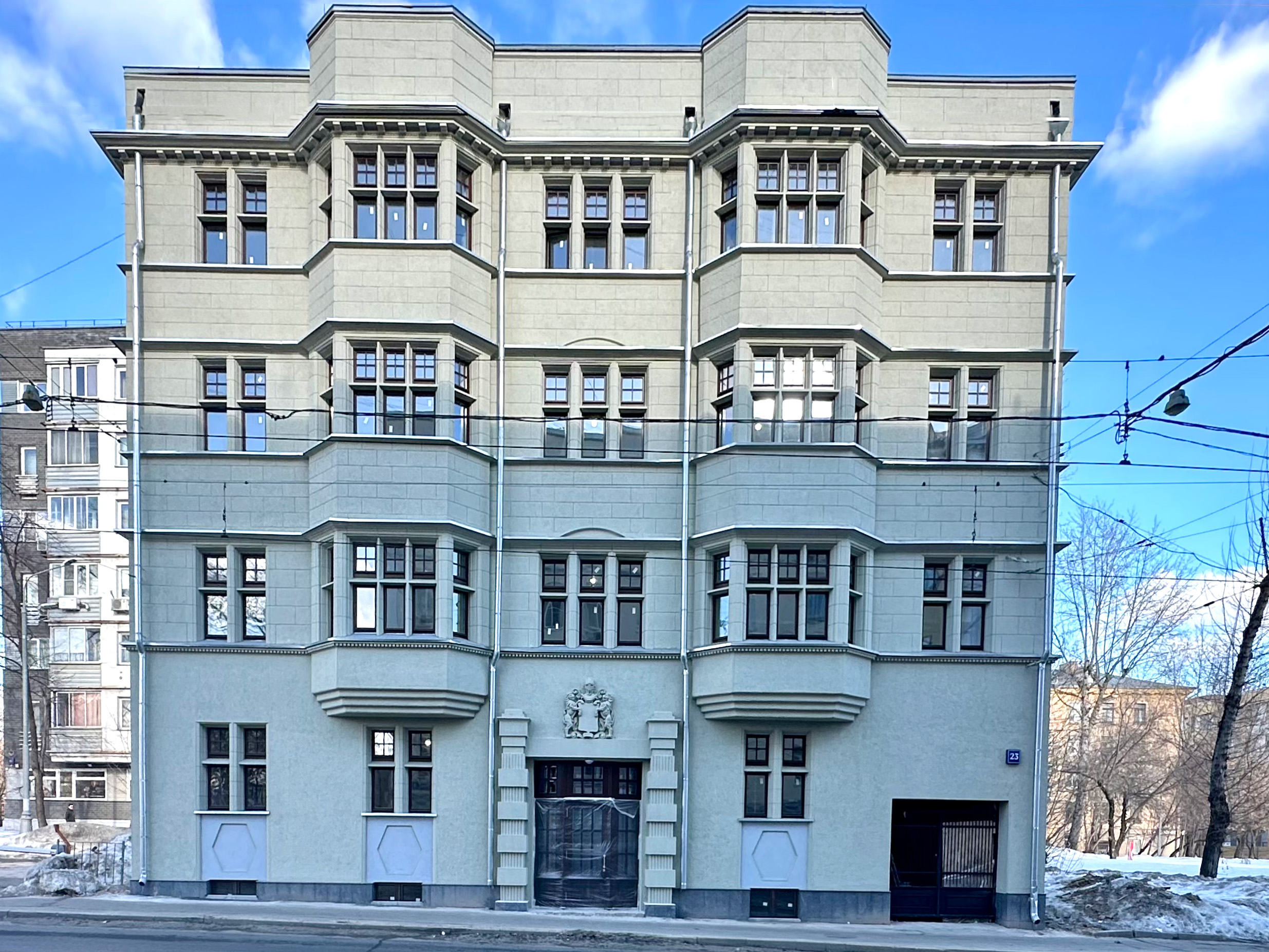
№ 23 — Доходный дом Бурениных
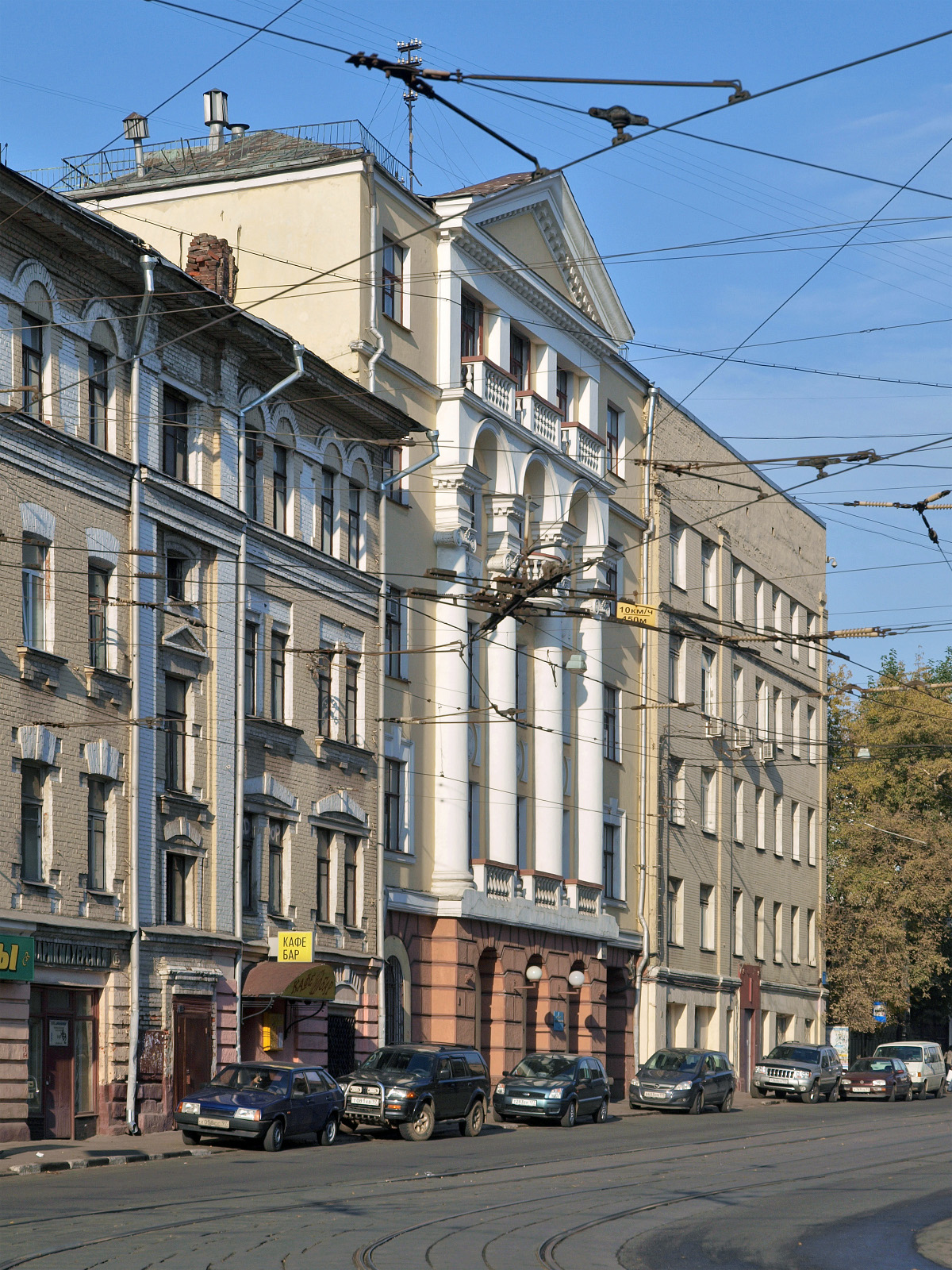
№№ 32, 30, 28
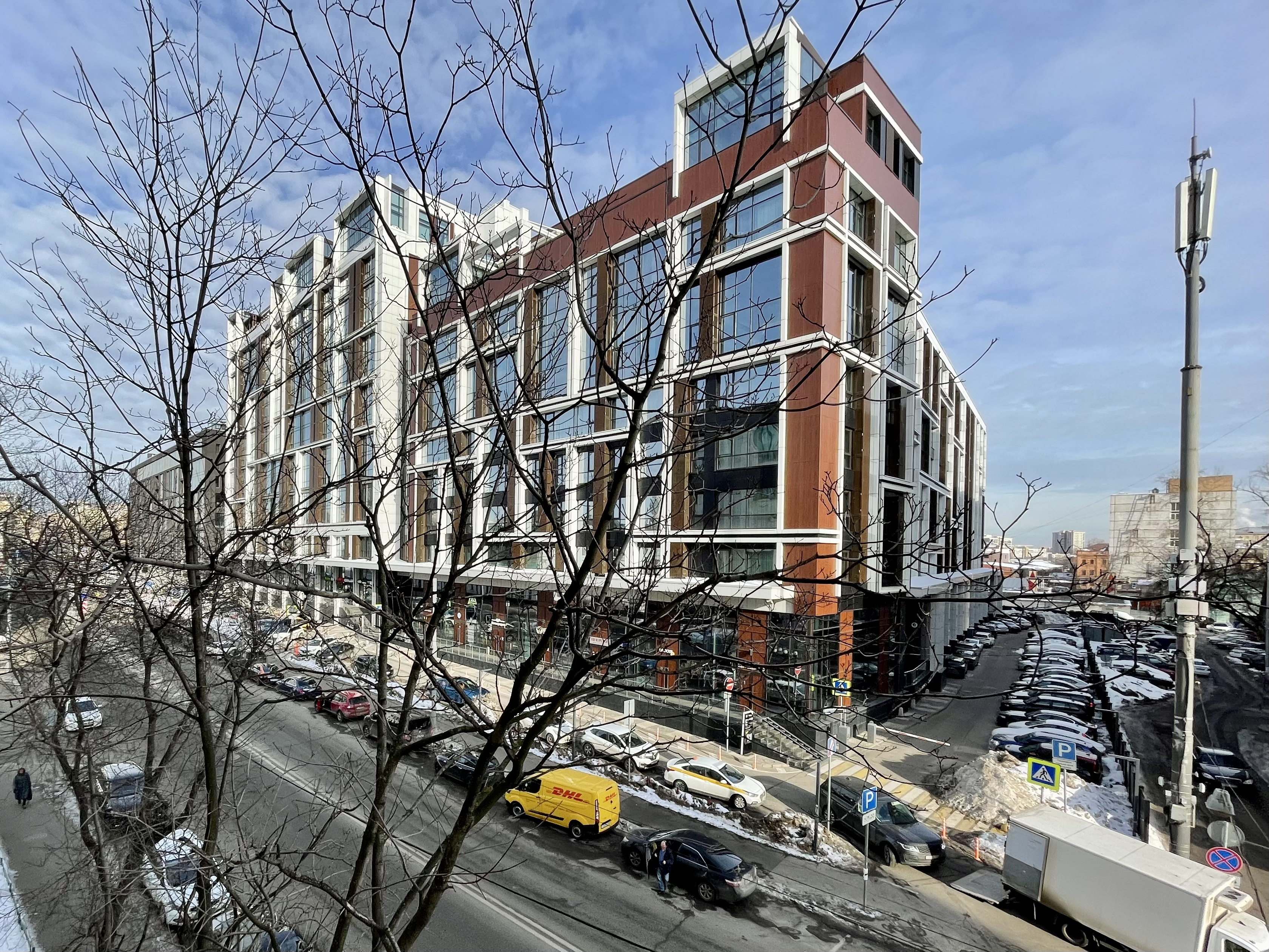
№ 35
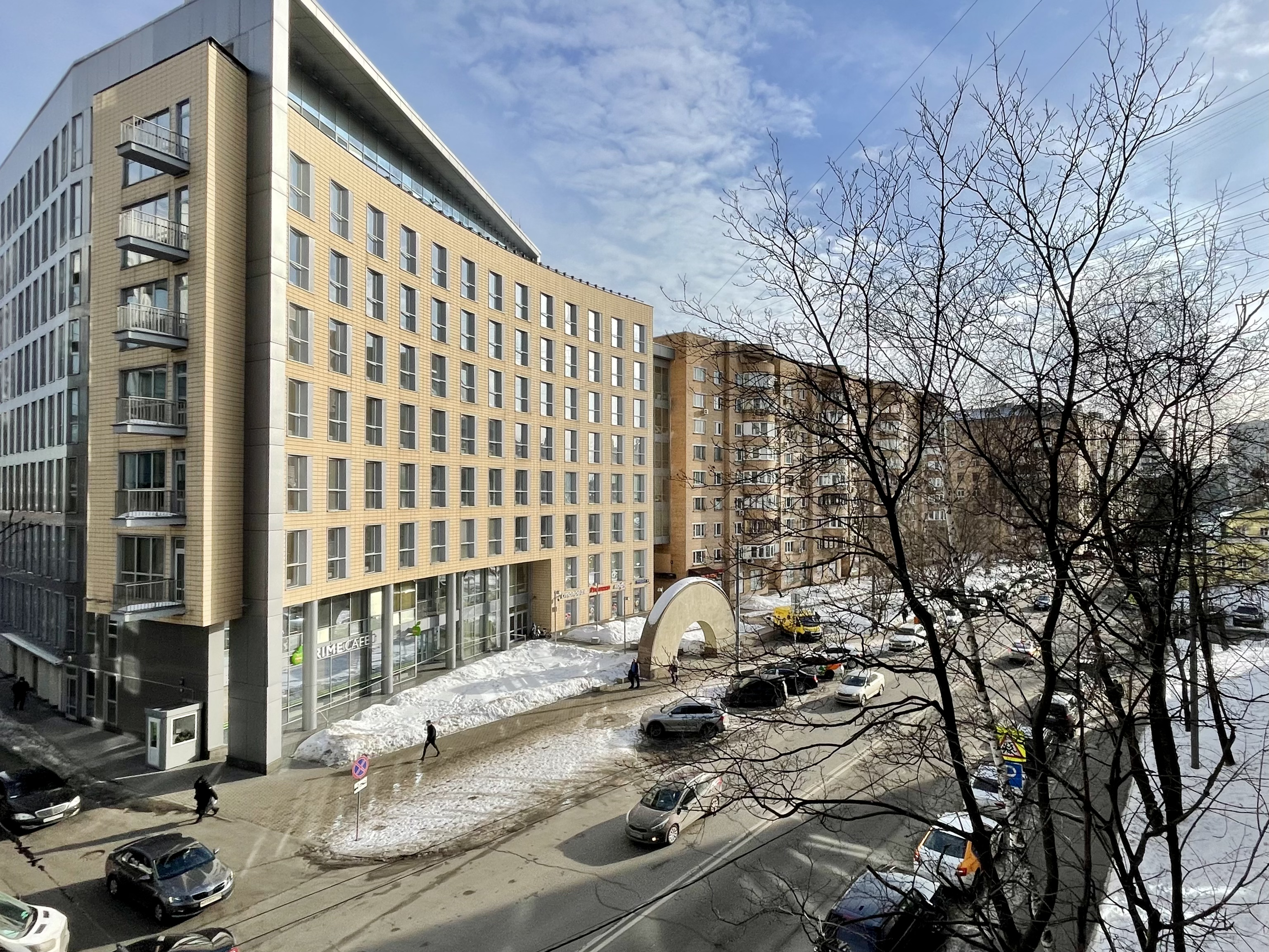
№ 39 и 43